# Натюрморт із крабом
 «Натюрмо́рт із кра́бом»  (нід. Ontbijt met krab) — один із найкращих натюрмортів Віллем Клас Хеда (нід. Willem Claesz. Heda) — голландського художника 17 століття (ранній період Голландської золотої доби). Зберігається в колекції картин музею Ермітаж, входить до складу постійно діючої експозиції.

## Художник Хеда
Він походить з родини художника, сам став художником і один з його синів теж стане художником. На відміну від батька (Герріт Віллемс Хеда) та свого сина (Герріт Хеда був його помічником та сам малював натюрморти) Віллем Клас був більш обдарованим і зайняв почесне місце в мистецтві 17 століття. Майже все життя він прожив у місті Харлем. Як і відомий нині Франс Галс, починав зі створення релігійних композицій. Але пізніше зосередився на малюванні натюрмортів, визнаним майстром яких став ще при житті.

## Натюрморт із крабом
Це один із двох натюрмортів музейної збірки. В натюрморті з крабом  таке враження, ніби щойно закінчився сніданок і володарі покинули стіл, не прибравши його. Це — короткий момент перед наведенням ладу. А поки  — на столі зім'ята лляна скатертина поверх коштовної темної, напівпорожні скляні келихи з вином, розпочатий лимон, соком якого заправляли устриці. Але їжі замало. І сніданок, якщо він відбувся, був на одну особу. Нічого не відволікає увагу глядача від столу і посуду. Навіть тло  не має вікна з краєвидом чи географічної мапи, які голландці використовували для декору домівок.
Майстри Фландрії (Франс Снейдерс, Ян Брейгель молодший, Ян Фейт ) ніколи не малювали подібних натюрмортів. Їжа, як процес, у натюрморті їх не цікавила. В натюрморті поціновують декоративність, контрастні і яскраві фарби, часто подають фрукти, квіти разом з екзотичними птахами та домашніми тваринами. Фрукти та овочі вивалювали на стіл як демонстрацію заможності, як ознаку могутніх сил природи, її плодючості та краси, поданих з перебільшенням, зі святковістю.
Хеда залюбки відтворює фактуру різних речей, милуючись блиском коштовного посуду, великим крабом, таріллю з оливками. Але перебільшень нема, як і ознак могутніх сил природи, її плодючості, поданої з перебільшенням. Навіть деяке скупчення речей урівноважене і полишено небезпечного, бурхливого руху, як і повільне, міщанське життя голландської родини.